# Tour de l’Avenir Femmes
Die Tour de l’Avenir Femmes ist ein Etappenrennen im Straßenradsport der Frauen. Es ist Radrennfahrerinnen der Alterskategorie U23 vorbehalten.
Der Wettbewerb wird durch die Amaury Sport Organisation (ASO) organisiert, die u. a. die Tour de France und die Tour de France Femmes veranstaltet. Die erste Austragung erfolgte 2023 im Anschluss an die ebenfalls durch die ASO organisierte Tour de l’Avenir der Männer U23 und bestand aus fünf Etappen. Erste Siegerin des in Nationalteams ausgetragenen Rennens war die Niederländerin Shirin van Anrooij.

## Palmarès
| Jahr          | Siegerin           | Zweite            | Dritte          |
| Etappenrennen |                    |                   |                 |
| 2023          | Shirin van Anrooij | Anna Shackley     | Gaia Realini    |
| 2024          | Marion Bunel       | Isabella Holmgren | Eneritz Vadillo |